# Cousin, Cousine
Cousin, Cousine (Brasil: Primo, Prima ) é um filme francês de 1975, do gênero comédia, dirigido por Jean-Charles Tacchella  e estrelado por Marie-Christine Barrault e Victor Lanoux.

## Sinopse
Dois primos distantes encontram-se pela primeira vez em um casamento. Quando se tornam amigos, todo mundo começa a pensar que eles são amantes. Ao descobrirem que seus respectivos cônjuges estão a traí-los, eles decidem confirmar as suspeitas das pessoas e ter um caso.

## Elenco
| Ator/Atriz               | Personagem |
| ------------------------ | ---------- |
| Marie-Christine Barrault | Marthe     |
| Victor Lanoux            | Ludovic    |
| Marie-France Pisier      | Karine     |
| Guy Marchand             | Pascal     |
| Ginette Garcin           | Biju       |
| Sybil Maas               | Diane      |
| Popeck                   | Sacy       |
| Pierre Plessis           | Gobert     |
| Catherine Verlor         | Nelsa      |
| Hubert Gignoux           | Thomas     |